# 汤申
汤申（英語：Thomson）是位於新加坡碧山規劃區的分區，範圍从新加坡中部地区的诺维娜向北延伸至三巴旺。该地区主要位于中央集水区内，新加坡的一些水库位于其中，包括麦里芝水库、上皮尔士水库和下皮尔士水库。 

## 词源
湯申以其同名道路湯申路命名。这条路以前被称为实里达路，后来更名为“湯申路”，以紀念政府测量师约翰·特恩布尔·汤姆森，他也帮助铺设了这条路。 

## 住房
因为它位置便利，靠近中心区、受欢迎的学校、公园和新加坡的其他地方，再加上靠近森林和水库，在汤申可以找到大量的公寓，包括 Meadows@Peirce、Thomson Grove、Lattice One、Adana@Thomson、Peirce View、Flame Tree Park 和 Thomson Grand。私人住宅占汤申住宅的大部分，其中有少量的组屋单位和店屋。该地区有不少低层住宅，从麦里芝蓄水池一直延伸到皮尔斯蓄水池，包括汤申岭地区、小加拿大地区等。

## 设施
该地区的湯申路和湯申路上段是新加坡歷史最久、也是最长的道路之一，是从新加坡北部到中部地区和市中心以及该岛其他地区的重要纽带。沿汤姆森-东海岸线运行的汤申上段地鐵站亦位於此區。
贯穿该地区的主干道沿线分布着各种受欢迎的食品店，如印度煎饼店。

## 參閱
- 汤申路大奖赛赛道